# مطار قابالا الدولي
مطار قابالا الدولي هو مطار يخدم مدينة قابالا، أذربيجان. تم افتتاحه من قبل الرئيس الأذربيجاني إلهام علييف في 17 نوفمبر 2011.

## شركات الطيران
| شركـات طيـران              | الوجهات                |
| -------------------------- | ---------------------- |
| الخطوط الجوية الأذربيجانية | مطار حيدر علييف الدولي |